# Okręg wyborczy Stepney
Okręg wyborczy Stepney powstał w 1885 r. i wysyłał do brytyjskiej Izby Gmin jednego deputowanego. Okręg obejmował dystrykt Stepney we wschodnim londyńskim East Endzie. Został zniesiony w 1918] ale przywrócono go ponownie w 1950 r. Ostatecznie zlikwidowano go w 1974 r.

## Deputowani do brytyjskiej Izby Gmin z okręgu Stepney

### Deputowani w latach 1885–1918
- 1885–1886: John Durant, Partia Liberalna
- 1886–1898: Frederick Isaacson, Partia Konserwatywna
- 1898–1900: William Charles Steadman, Liberalni Laburzyści
- 1900–1907: William Evans-Gordon, Partia Konserwatywna
- 1907–1910: Frederick Harris, Partia Konserwatywna
- 1910–1918: William Glyn-Jones, Partia Liberalna

### Deputowani w latach 1950–1974
- 1950–1964: Walter Edwards, Partia Pracy
- 1964–1974: Peter Shore, Partia Pracy